# Траян Белев
Траян Котов Белев (на македонска литературна норма: Трајан Белев) с псевдоним Гоце е югославски партизанин и деец на комунистическата съпротива във Вардарска Македония

## Биография
Роден е през 1903 година в село Гявато. На 18 години отива във Франция, за да припечели пари, а от там и в САЩ. Запалва се по комунистическите идеи и решава да замине нелегално за Съветския съюз. Намеренията му са разбрани и той е изгонен от САЩ. По време на окупацията на Югославия става секретар на Районния комитет на Първи район. Първоначално влиза в Битолски народоосвободителен партизански отряд „Яне Сандански“, а след това е назначен за заместник-политически комисар на Народоосвободителен батальон „Мирче Ацев“. Умира на 6 октомври 1943 година.